# Greenville (Liberia)
Greenville, también conocida como Sinoe, es la capital del condado de Sinoe en Liberia y descansa en una laguna entre el río Sinoe y el océano Atlántico.  
La ciudad fue destruida en la guerra civil liberiana pero se ha reconstruido desde entonces alrededor de un puerto para la industria madedera.  El parque nacional de Sapo está situado cerca de la ciudad.  Está conectada por mar con Monrovia y Harper.